# Імператор Дзьомей
Імператор Дзьо́мей (яп. 舒明天皇, じょめいてんのう, дзьомей тенно; 593 (?) — 17 листопада 641) — 34-й Імператор Японії, синтоїстське божество. Внук імператора Бідацу, син принца Пікопіто-но Опое та принцеси Арагате-піме, молодша сестра Пікопіто-но Опое. Роки правління: 2 лютого 629 — 17 листопада 641.
Імператриця Суйко, померши у 628 році, не призначила офіційного спадкоємця (сенсо). На трон виявилося двоє претендентів — принци Ямасіро но Ое та Тамура. Перший був старшим сином принца Сьотоку і доньки Суйко, другий — онуком імператора Бідацу, двоюрідним братом Сьотоку. При цьому Тамура був одружений з донькою Соґа но Умако. Останнього підтримав регент Соґа но Емісі. Разом деякі з клану Соґа підтримали Ямасіро.
У 9-му місяці 628 року Емісі скликав політичну раду вищої знаті — маецукімі. Думки про спадщину влади розділилися: п'ятеро підтримали кандидатуру Тамура, троє — Ямасіро но Ое, а один утримався, оскільки належав до будинку Сога, але був прихильником останнього. Зрештою Емісі вдалося звести на трон Тамура, який прийняв ім'я Дзьомей.
За час його панування фактична влада належала Соґа но Емісі. 630 року було підтверджено мирні договори з Когурьо та Пекче. Того ж року було відправлено посольство до імперії Тан. Невдовзі перенесено резиденцію до палацу Окамото в Асуці. 636 року останній згорів внаслідок пожежі, після чого резиденцію було перенесено до палацу Танака-мія в сучасній Касіхарі. Того ж року держава стикнулася з потужними посухою й голодом.
637 року було відправлено військо на чолі із сьогуном Каміцуго но Катанагою проти повсталих емісі на сході Хонсю.
З огляду на розширення державного апарату викликало потребу у місті — політичному центрі. Саме цим пояснюється часте будівництво нових, все більших імператорських палаців і пов'язані з ним переїзди двору до нових резиденцій. У 639 році імператор переніс столицю до річці Кудара, де поруч із палацом зведено було великий буддійський храм Кударадзі. Буддійські будови активно зводилися протягом усього панування цього імператора.
Мав 1 імператрицю (Такара но Хіме-міко) і 6 дружин, від яких народилося 9 дітей (5 синів і 4 доньки). 641 року після смерті Дзьомея Соґа но Емісі посадив на трон удову померлого і свою небогу — Хіме-міко, що стала відома як імператриця Коґьоку.